# Flughafen Luxor

i8
i11
i13
Der Flughafen Luxor ist ein internationaler Verkehrsflughafen in Luxor, Ägypten. Er liegt etwa fünf Kilometer östlich der Stadt. Der Flughafen wird hauptsächlich von Chartermaschinen angeflogen und wegen der Nähe zum Nil und zur Touristenstadt Hurghada überwiegend touristisch genutzt. Jährlich werden etwa 2 Mio. Fluggäste abgefertigt.

## Allgemein
Der Luxor Airport hat einen Terminal und fünf Gates. Er wird von der Egyptian Airports Company betrieben. Der Flughafen entspricht manchem europäischen Standard und besitzt unter anderem acht Check-in-Schalter, ein Postamt, eine Bank sowie Restaurants. Es gibt 21 Flugparkplätze (Docks), eine Boeing 757 kann untergebracht werden. Die Runway 02/20 ist 3000 Meter lang und kann per IFR angeflogen werden.

## Fluggesellschaften und Ziele
Im Mai 2024 wurden von Luxor Verbindungen zu ägyptischen Inlandszielen sowie nach Mitteleuropa und in den Nahen Osten angeboten.

## Zwischenfälle
- Am 2. Februar 1966 verunglückte eine Antonow An-24W der ägyptischen United Arab Airlines (heute Egypt Air) (Luftfahrzeugkennzeichen SU-AOB) bei einem Testflug am Flughafen Luxor. Über Personenschäden ist nichts bekannt. Das Flugzeug wurde irreparabel beschädigt.[2]

- Am 30. Januar 1970 brach bei einer Antonow An-24W der ägyptischen United Arab Airlines (SU-AOK) bei der Landung auf dem Flughafen Luxor das Fahrwerk zusammen. Die Maschine wurde irreparabel beschädigt. Alle Personen an Bord überlebten den Unfall.[3]

- Am 21. September 1987 geriet ein Airbus A300-B4 der Egypt Air (SU-BCA) während eines Trainingsflugs bei einer Landung auf dem Flughafen Luxor seitlich von der Landebahn ab und wurde zerstört. Alle fünf Besatzungsmitglieder kamen ums Leben. Es war der erste tödliche Unfall eines Airbus A300 seit dem Erstflug im Jahr 1972 (siehe auch Flugunfall eines Airbus A300 der Egyptair bei Luxor 1987).[4]

- Am 13. Dezember 1988 versuchte die Flugbesatzung einer aus Dar es Salaam in Tansania kommende Boeing 707-351C der GAS Air Cargo aus Nigeria auf dem Flughafen Kairo-International zu landen. Aufgrund des schlechten Wetters wurde die Maschine nach zwei fehlgeschlagenen Landeversuchen zum Flughafen Luxor umgeleitet. Dort kam sie jedoch nie an, sondern stürzte in ein Wohngebiet bei Karm Umran, 45 Kilometer nördlich von Luxor ab. Alle 8 Besatzungsmitglieder und eine Person am Boden kamen bei dem Unfall ums Leben. Es wurde vermutet, dass der Maschine der Treibstoff ausgegangen war (siehe auch Flugunfall einer Boeing 707 der GAS Air Cargo bei Karm Umran).[5]

- Am 20. Februar 2009 stürzte eine Antonow An-12B der Aerolift mit einem Luftfahrzeugkennzeichen aus São Tomé und Príncipe (S9-SVN) etwa 600 Meter hinter der Startbahn am Flughafen Luxor ab. Die Maschine fing Feuer und wurde zerstört. Auf einem Überführungsflug von Kisangani und Entebbe war in Luxor eine Zwischenlandung wegen Kerosinmangels aufgrund einer Treibstoffleckage eingelegt worden. Alle fünf Besatzungsmitglieder kamen ums Leben, eines aus Russland und je zwei aus der Ukraine und Belarus. Das Flugzeug mit der Treibstoffleckage wurde illegal betrieben, mit einer bereits vier Jahre vorher abgelaufenen Zulassung (siehe auch Aerolift-Flug 1015).[6][7]